# Pago Pago

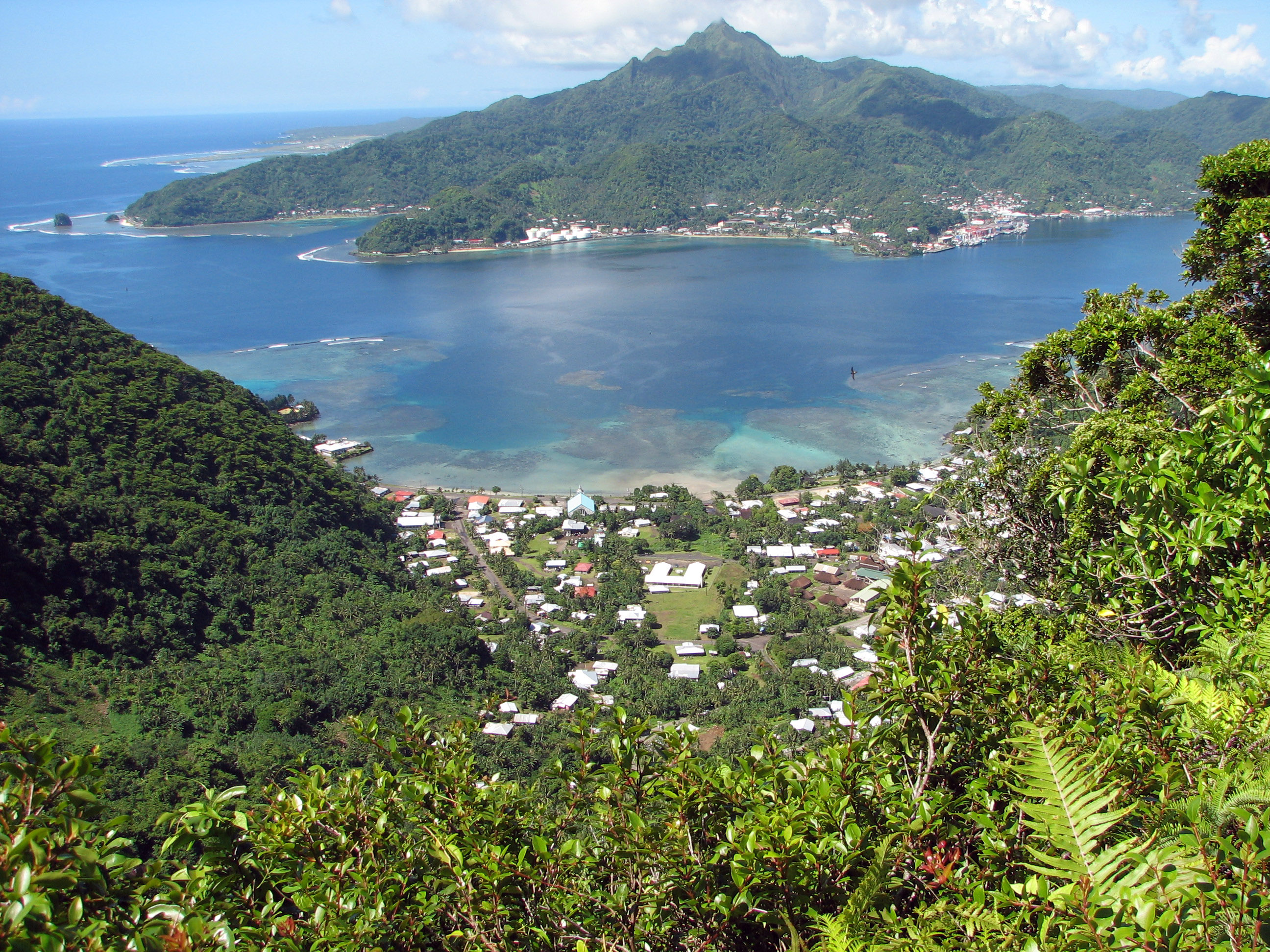
Pago Pago

Pago Pago (pronunciado /ˈpɑŋo ˈpɑŋo/ por los samoanos nativos y /ˈpɑŋgoʊ ˈpɑŋgoʊ/ en inglés) es la capital de Samoa Americana. Su población en el 2000 era de 11.500 habitantes.

## Toponimia
El nombre Pago Pago se asocia generalmente al puerto (el único importante de la Samoa Americana) y, por lo tanto, el topónimo Pago Pago se aplica no sólo a esta población en sí misma, sino también al área circundante de la Bahía de Pago Pago, en cuya costa se localiza, entre otras poblaciones, el pequeño pueblo de Fagatogo, donde se ubica la sede del gobierno local. Es así que Pago Pago es capital nominal del territorio aun cuando el gobierno tiene sus oficinas en Fagatogo.

## Historia
Habitada desde los años 1000 a. C., Samoa fue descubierta por los exploradores europeos en el siglo XVIII. 
A los primeros occidentales que entraron en contacto con los samoanos se les atribuye una batalla en el siglo XVIII entre los exploradores franceses y los isleños en Tutuila. Los Samoanos culparon a Occidente, dándoles una reputación de ferocidad. A principios del siglo XIX la llegada de misioneros rarotonganos a las islas de Samoa fue seguida por un grupo de misioneros occidentales dirigido por John Williams, congregacionalista de la Sociedad Misionera de Londres en la década de 1830, con lo que llegó oficialmente el cristianismo a Samoa. Menos de un centenar de años más tarde, la iglesia congregacionalista samoana se convirtió en la primera iglesia independiente indígena del Pacífico Sur.
En marzo de 1889, una fuerza naval alemana invadió un pueblo de Samoa, y al hacerlo destruyeron algunos bienes estadounidenses. Entonces, tres buques de guerra estadounidenses entraron en el puerto de Samoa y se prepararon para atacar a los tres buques de guerra alemanes que se encontraban allí. Sin embargo, antes de poder hacer uso de las armas, un tifón hundió tanto los barcos estadounidenses como los buques alemanes. Se declaró un armisticio obligatorio debido a la falta de buques de guerra.
Las rivalidades internacionales en la última mitad del siglo XIX se solucionaron mediante el tratado de 1899 en el que Alemania y Estados Unidos dividieron el archipiélago samoano. Estados Unidos ocupó formalmente su porción —un grupo más pequeño de islas orientales con la conocida rada de Pago Pago— al año siguiente. Las islas occidentales son ahora el estado independiente de Samoa.
La armada estadounidense construyó una estación carbonera en la bahía de Pago Pago para la escuadra del Pacífico, nombró a un secretario local y aseguró un Documento de Cesión de Tutuila en 1900 y un Documento de Cesión de Manu'a en 1904. Durante la Segunda Guerra Mundial los infantes de marina estadounidenses en Samoa Estadounidense, superiores a la población local, tuvieron una enorme influencia cultural.
Después de la Segunda Guerra Mundial, el intento del Departamento del Interior estadounidense en el Congreso por aprobar la Ley Orgánica 4500 para la incorporación de Samoa Estadounidense, fue derrotado debido a los esfuerzos de los jefes samoanos americanos liderados por Tuiasosopo Mariota. Estos esfuerzos llevaron a la creación de una cámara legislativa local, la Fono de Samoa Estadounidense, al tiempo que el gobernador naval era reemplazado por un gobernador elegido localmente. Aunque técnicamente considerada "no organizada", ya que el Congreso estadounidense no ha aprobado una Ley Orgánica para el territorio, Samoa Estadounidense tiene gobierno propio bajo una Constitución que se hizo efectiva el 1 de julio de 1967. El territorio estadounidense de Samoa Estadounidense está en la lista de territorios sin gobierno propio de las Naciones Unidas, un listado que es discutido por el país.
En 2009, la isla se vio afectada por un grave terremoto de magnitud 8,3 en la escala Richter a las 06:48:11 hora local del 29 de septiembre de 2009 (17:48:11 UTC). El temblor generó tres tsunami separados, del cual el más grande se elevaba 1,6 metros del nivel del mar y fue registrado con una altura de 76 m en el punto del epicentro. El epicentro estaba cerca de la Zona de subducción de Kermadec-Tonga en el Cinturón de Fuego del Pacífico, donde las placas continentales se unen y es común la actividad volcánica y sísmica.
En Samoa Americana, la capital Pago Pago fue arrasada por cuatro olas de tsunami entre 4,6 y 6,1 metros de altura. Las olas avanzaron hasta 90 metros tierra adentro antes de retroceder. El presidente de Estados Unidos Barack Obama declaró a la Samoa Americana como zona de desastre. Este mismo movimiento sísmico afectó también gravemente a otros estados y archipiélagos cercanos del Pacífico, como los de Samoa y Tonga.

## Descripción

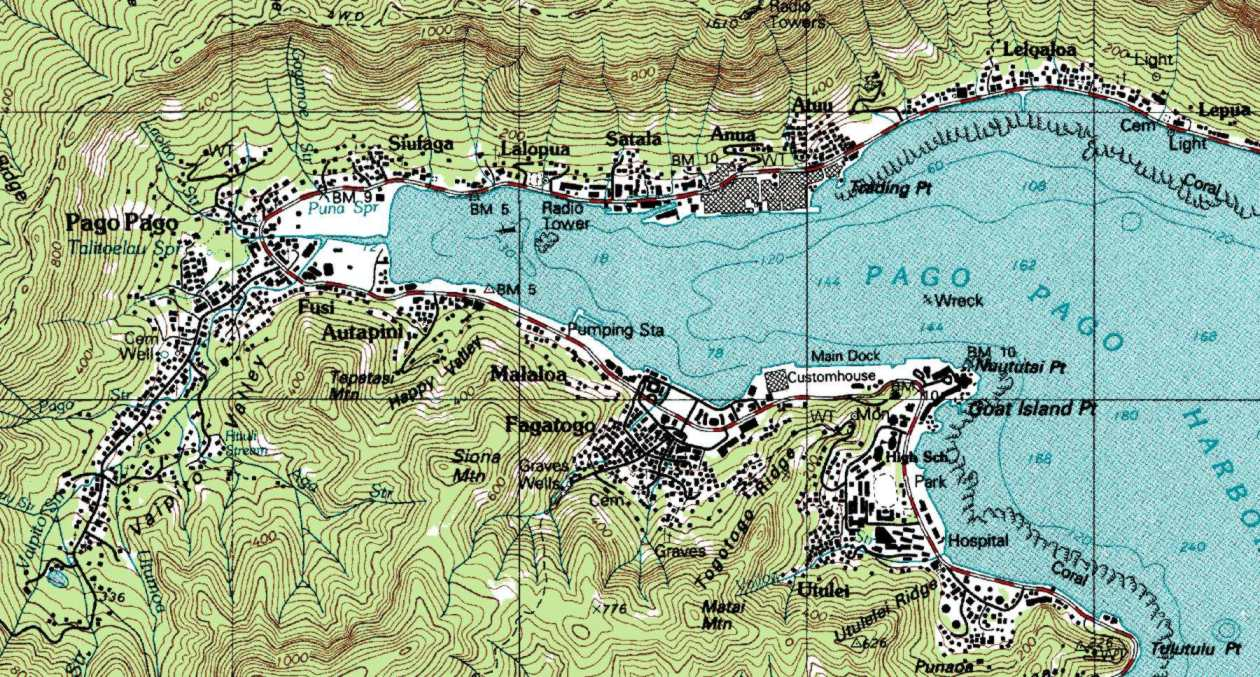
Mapa de la Bahía de Pago Pago

La capital de Samoa Americana es una mezcla de comunidades semiurbanas coloridas que constituyen una ciudad pequeña, las fábricas conserveras de atún (que proporcionan empleo a un tercio de la población de Tutuila) y un puerto rodeado por bellos acantilados. La subida a la cumbre de Monte Alava (véase el Parque nacional de Samoa Americana) proporciona una vista magnífica del puerto y de la ciudad. Hasta el año 1980, uno podía experimentar la vista desde el pico tomando un teleférico desde el puerto, pero el 14 de abril de ese año un avión de la marina de guerra de los Estados Unidos, volando por encima como parte de las celebraciones del día de la bandera impactó contra el cable estrellándose seguidamente en un ala del Hotel Rainmaker. Menos espectacular, pero también digno de visita, es la vista de la aldea de Aua desde lo alto del camino a Afono.
El puerto y la asamblea de Samoa Americana -conocida como el Fono (/ˈfono/)- están en Fagatogo, una aldea adyacente a Pago Pago. Igualmente, el mencionado y célebre Hotel Rainmaker (ahora cerrado) se encuentra en la aldea del Utule‘i, cercana a Fagatogo al sur del puerto. Las empresas conserveras se sitúan en Atu‘u, en la orilla del norte del puerto. Se sugiere evitar comer pescados o invertebrados pescados en el puerto de Pago Pago porque se contaminan con metales pesados y otros agentes contaminadores.

## Geografía
La ciudad está situada en el puerto de Pago Pago, en lo más profundo de la bahía del mismo nombre, en la isla de Tutuila que pertenece a los Estados Unidos. El aeropuerto más cercano es el Aeropuerto Internacional de Pago Pago, desde donde hay conexiones aéreas con Apia, Honolulu, Tonga, Ofu y Tau.

## Clima
El clima de la ciudad es estable durante la mayor parte del año teniendo las temperaturas más bajas en los meses de agosto y septiembre y las más altas en los meses de abril y junio o julio.
| Datos climáticos de Pago Pago         | Datos climáticos de Pago Pago | Datos climáticos de Pago Pago | Datos climáticos de Pago Pago | Datos climáticos de Pago Pago | Datos climáticos de Pago Pago | Datos climáticos de Pago Pago | Datos climáticos de Pago Pago | Datos climáticos de Pago Pago | Datos climáticos de Pago Pago | Datos climáticos de Pago Pago | Datos climáticos de Pago Pago | Datos climáticos de Pago Pago | Datos climáticos de Pago Pago | Datos climáticos de Pago Pago |
| Temperatura                           | Temperatura                   | Temperatura                   | Temperatura                   | Temperatura                   | Temperatura                   | Temperatura                   | Temperatura                   | Temperatura                   | Temperatura                   | Temperatura                   | Temperatura                   | Temperatura                   | Temperatura                   | Temperatura                   |
| Mes                                   | Ene                           | Feb                           | Mar                           | Abr                           | May                           | Jun                           | Jul                           | Ago                           | Sep                           | Oct                           | Nov                           | Dic                           |                               | Media Total                   |
| ------------------------------------- | ----------------------------- | ----------------------------- | ----------------------------- | ----------------------------- | ----------------------------- | ----------------------------- | ----------------------------- | ----------------------------- | ----------------------------- | ----------------------------- | ----------------------------- | ----------------------------- | ----------------------------- | ----------------------------- |
| Máxima temperatura registrada °C (°F) | 33 (93)                       | 33 (92)                       | 33 (94)                       | 34 (92)                       | 33 (92)                       | 33 (92)                       | 35 (95)                       | 31 (89)                       | 32 (90)                       | 31 (89)                       | 33 (92)                       | 33 (93)                       |                               |                               |
| Temperatura media-alta °C (°F)        | 30 (87)                       | 30 (87)                       | 30 (87)                       | 30 (86)                       | 29 (85)                       | 28 (84)                       | 28 (83)                       | 28 (83)                       | 29 (85)                       | 29 (85)                       | 30 (86)                       | 30 (86)                       |                               | 29 (85)                       |
| Temperatura media °C (°F)             | 27 (81)                       | 27 (81)                       | 27 (81)                       | 27 (81)                       | 27 (81)                       | 26 (79)                       | 26 (79)                       | 26 (79)                       | 26 (79)                       | 27 (81)                       | 27 (81)                       | 27 (81)                       |                               | 27 (81)                       |
| Temperatura media-baja °C (°F)        | 24 (76)                       | 24 (76)                       | 24 (76)                       | 24 (76)                       | 24 (76)                       | 24 (76)                       | 23 (75)                       | 23 (75)                       | 23 (75)                       | 24 (76)                       | 24 (76)                       | 24 (76)                       |                               | 24 (76)                       |
| Mínima temperatura registrada °C (°F) | 20 (69)                       | 21 (70)                       | 20 (69)                       | 20 (68)                       | 18 (66)                       | 18 (65)                       | 17 (64)                       | 17 (64)                       | 17 (63)                       | 19 (67)                       | 20 (68)                       | 20 (68)                       |                               |                               |
| Precipitaciones y horas de sol        |                               |                               |                               |                               |                               |                               |                               |                               |                               |                               |                               |                               |                               |                               |
| Mes                                   | Ene                           | Feb                           | Mar                           | Abr                           | May                           | Jun                           | Jul                           | Ago                           | Sep                           | Oct                           | Nov                           | Dic                           |                               | Total                         |
| Mm Totales (in)                       | 150 (5.9)                     | 125 (4.9)                     | 131 (5.2)                     | 122 (4.8)                     | 101 (4.0)                     | 102 (4.0)                     | 89 (3.5)                      | 108 (4.3)                     | 131 (5.2)                     | 162 (6.4)                     | 144 (5.7)                     | 149 (5.9)                     |                               | 1514 (59.6)                   |
| Mm de precipitación (in)              | 74 (2.9)                      | 61 (2.4)                      | 77 (3.0)                      | 94 (3.7)                      | 94 (3.7)                      | 101 (4.0)                     | 89 (3.5)                      | 108 (4.3)                     | 131 (5.2)                     | 160 (6.3)                     | 116 (4.6)                     | 89 (3.5)                      |                               | 1191 (46.9)                   |
| Cm de nieve (in)                      | 80 (31.5)                     | 67 (26.4)                     | 52 (20.5)                     | 26 (10.2)                     | 6 (2.4)                       | 1 (0.4)                       | 0 (0)                         | 0 (0)                         | 0 (0)                         | 3 (1.2)                       | 26 (10.2)                     | 61 (24.0)                     |                               | 322 (126.8)                   |
| Horas de sol                          | 72                            | 91                            | 109                           | 117                           | 158                           | 177                           | 216                           | 196                           | 140                           | 106                           | 72                            | 59                            |                               | 1513                          |
| Datos recogidos por Weatherbase       |                               |                               |                               |                               |                               |                               |                               |                               |                               |                               |                               |                               |                               |                               |

## Economía

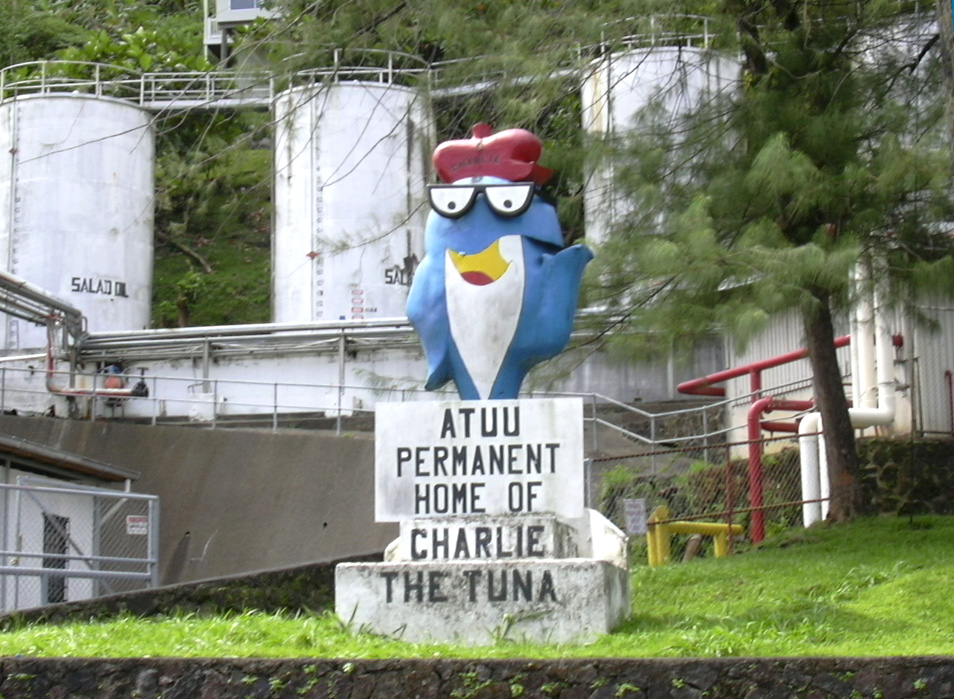
Estatua de Charlie the Tuna (Charlie el atún), logotipo de la empresa StarKist Tuna en Pago Pago.

El turismo, el ocio, la restauración y las conservas atuneras se constituyen como las principales actividades económicas de la ciudad. Entre 1878 y 1951, existió una estación carbonera y un astillero para la reparación de barcos de la Armada de los Estados Unidos.

## Ciudades hermanadas
La ciudad de Pago Pago tiene las siguientes ciudades hermanas:
- Oceanside (California).
- Nerima (Tokio).